# Dommery
Dommery is een gemeente in het Franse departement Ardennes (regio Grand Est) en telt 175 inwoners (1999). De plaats maakt deel uit van het arrondissement Charleville-Mézières.

## Geografie
De oppervlakte van Dommery bedraagt 10,4 km², de bevolkingsdichtheid is 16,8 inwoners per km².
De onderstaande kaart toont de ligging van Dommery met de belangrijkste infrastructuur en aangrenzende gemeenten.

## Demografie
Onderstaande figuur toont het verloop van het inwonertal (bron: INSEE-tellingen).

Vanwege een beveiligingsprobleem met de MediaWiki Graph-software is het momenteel niet mogelijk deze grafiek weer te geven. Zodra de software is bijgewerkt zal de grafiek vanzelf weer zichtbaar worden.

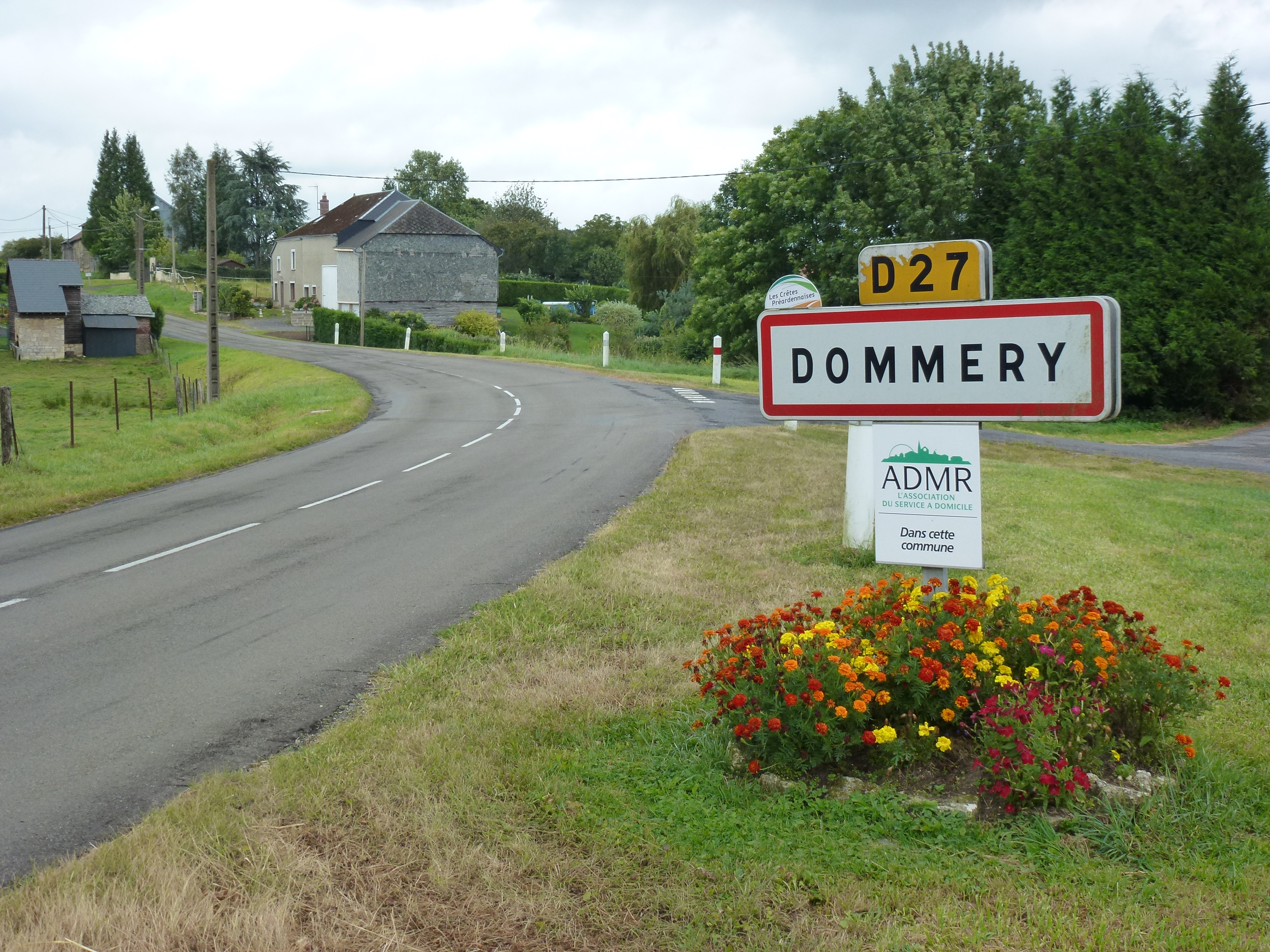
Entree van Dommery
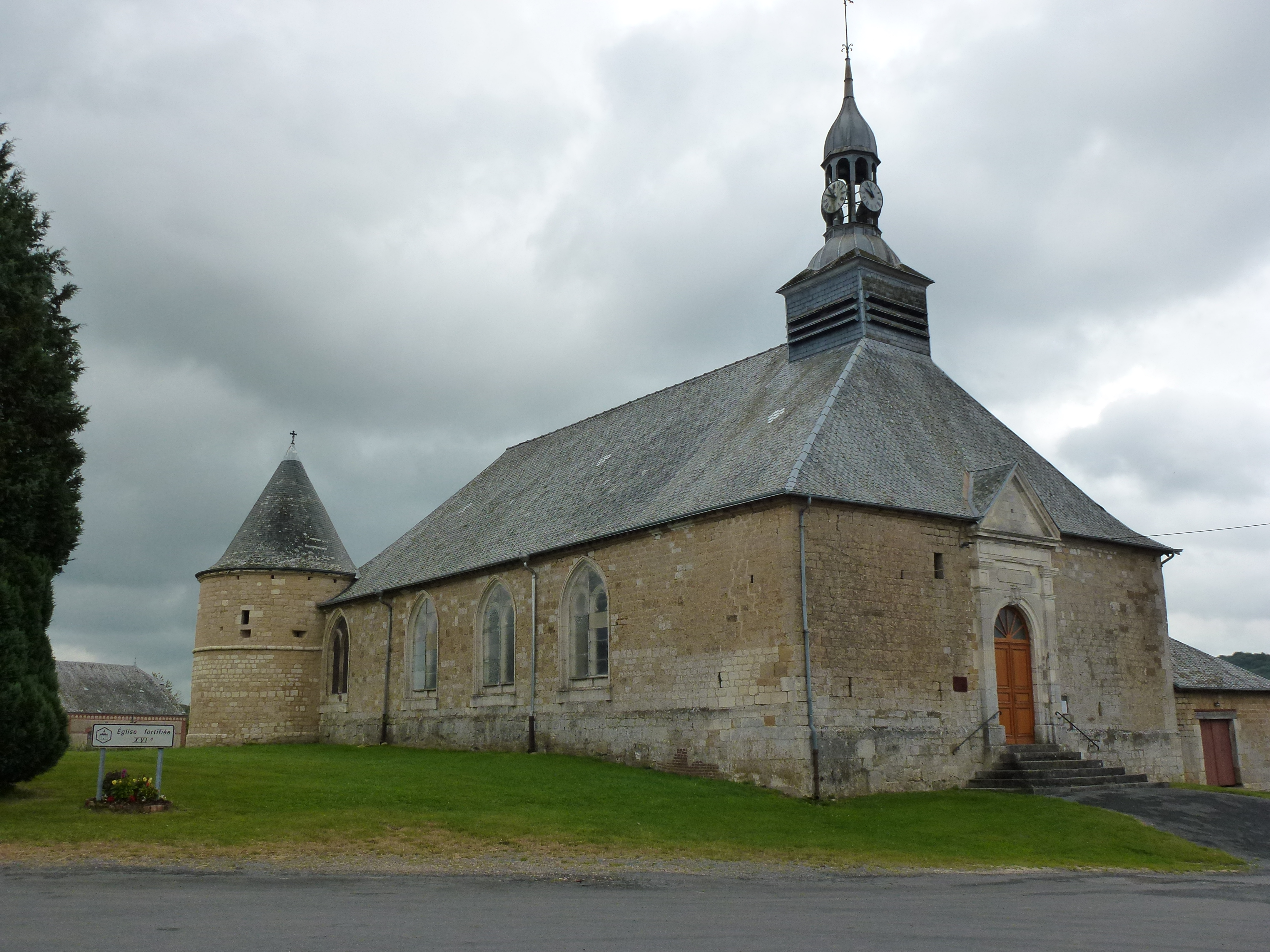
Versterkte kerk Sainte-Madeleine
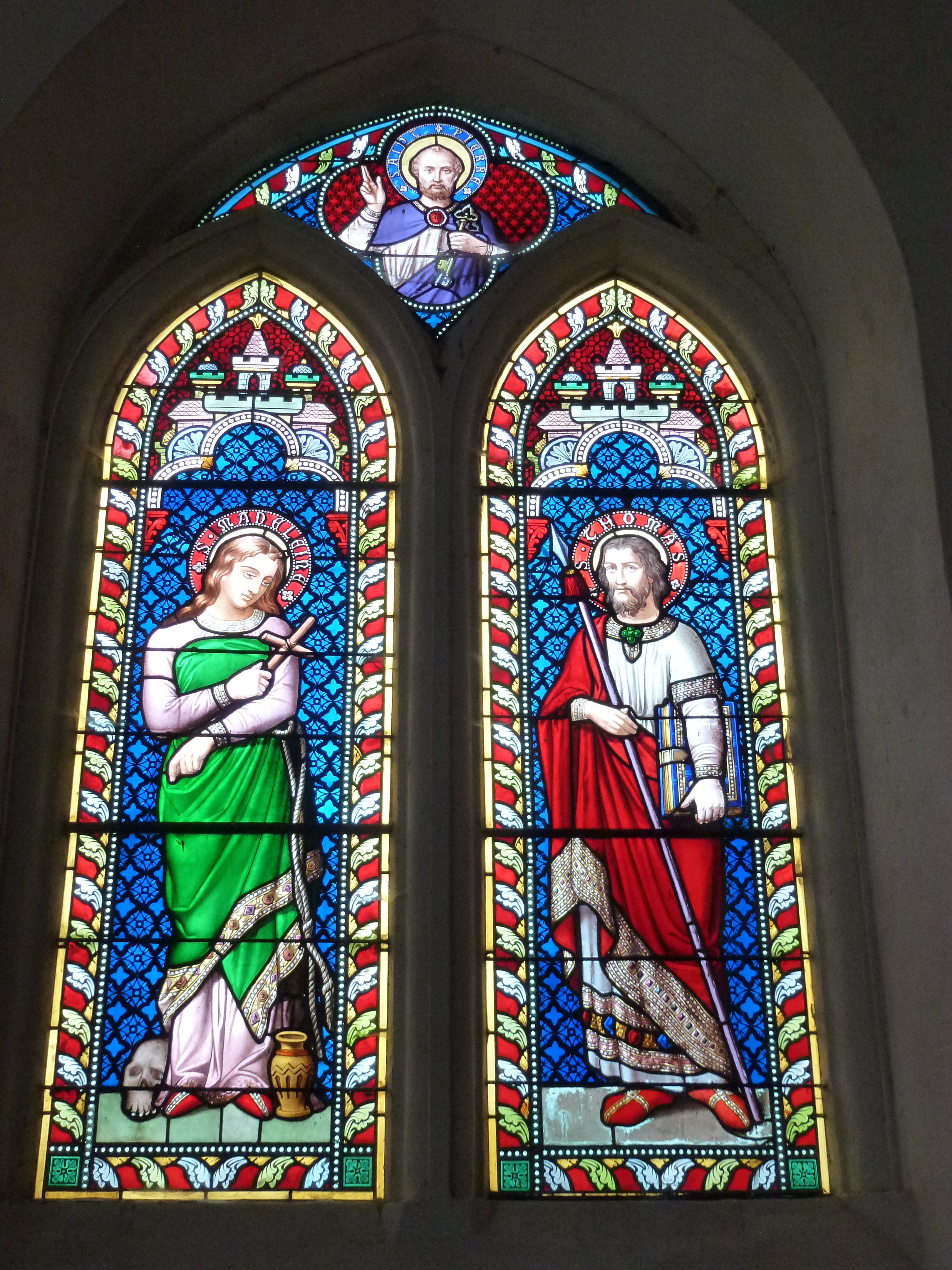
Glas-in-loodraam Maria Magdalena en Sint Petrus
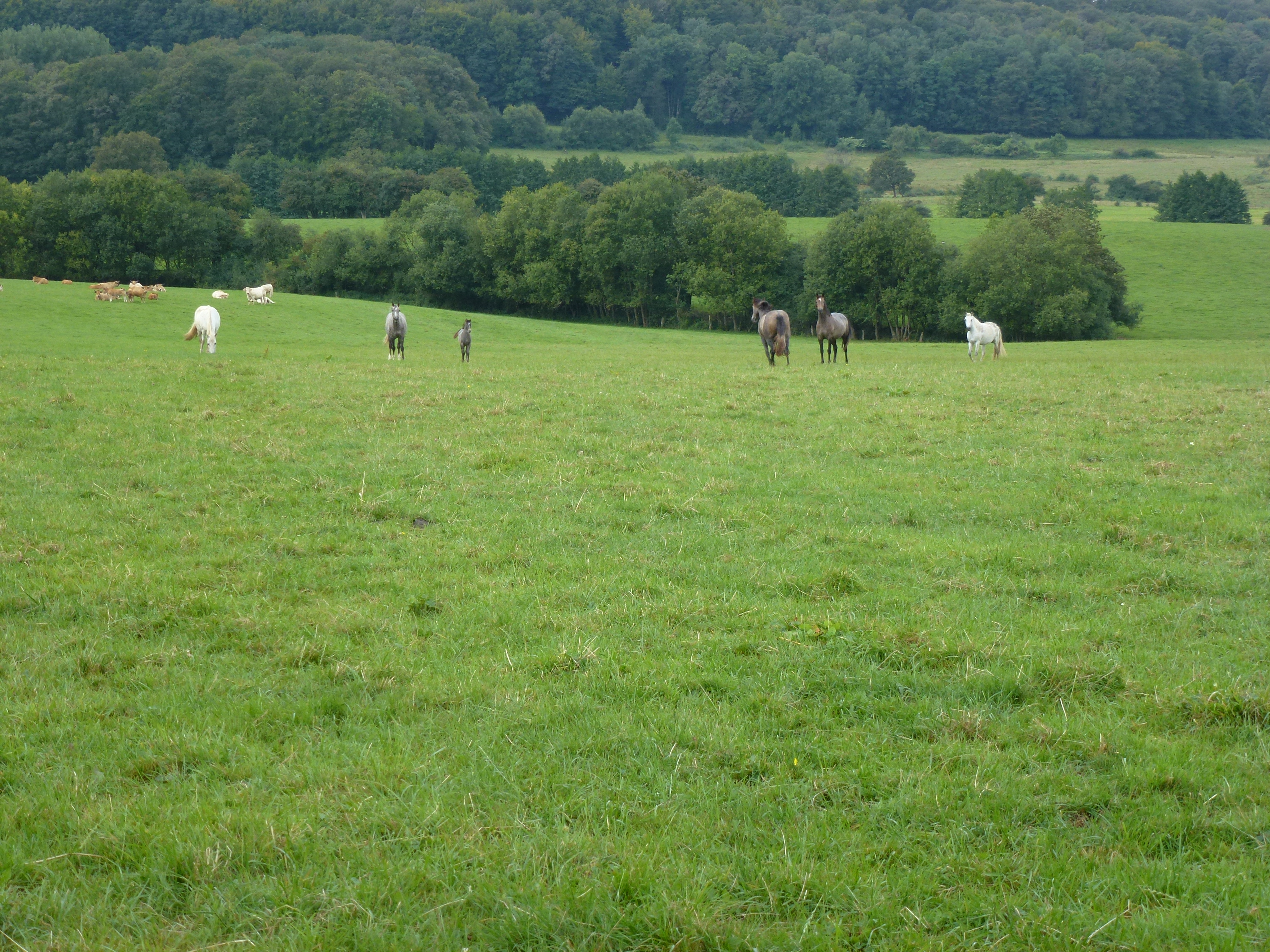
Landschap met paarden